# Đỗ Thị Lan Anh
Đỗ Thị Lan Anh (sinh ngày 6 tháng 3 năm 1997) là một hoa hậu, người mẫu người Việt Nam. Cô đăng quang ngôi vị Hoa hậu tại cuộc thi Miss Earth Vietnam 2023 và đại diện Việt Nam tham dự Hoa hậu Trái Đất 2023 và đạt danh hiệu Á hậu 2 Hoa hậu Trái Đất 2023.

## Tiểu sử
Lan Anh sinh năm 1997 tại Hà Nội. Từ năm 1 tuổi, Lan Anh cùng gia đình sang châu Âu sinh sống, sau đó định cư ở Mỹ. Cô tốt nghiệp Đại học California State University Fullerton, chuyên ngành về kinh doanh.

## Sự nghiệp

### Hoa hậu Trái Đất Việt Nam 2023
Khi biết cuộc thi Miss Earth Vietnam 2023 tổ chức, Lan Anh cho rằng đây là cơ hội để quay về với văn hóa quê hương cũng như hiểu hơn thiên nhiên, môi trường Việt Nam. Lần đầu tham gia một cuộc thi nhan sắc lớn, tuy còn nhiều bỡ ngỡ nhưng Lan Anh cố gắng học hỏi, trau dồi bản thân và nhanh chóng thể hiện sự tiến bộ. Ở các thử thách chụp ảnh hay catwalk, người đẹp luôn toát lên năng lượng tích cực, quyết tâm cao độ và luôn nằm trong top thí sinh xuất sắc. Đặc biệt, huấn luyện viên - Hoa hậu Nguyễn Trần Khánh Vân còn đánh giá cao Lan Anh ở khả năng thuyết trình với khả năng tiếng Anh lưu loát.
Trong chung kết diễn ra vào tối 14/10/2023, Lan Anh xuất sắc đăng quang ngôi vị Miss Earth Vietnam 2023 trong sự ủng hộ của ban giám khảo lẫn khán giả.

### Hoa hậu Trái Đất 2023
Cô chính thức đại diện Việt Nam tại Hoa hậu Trái Đất 2023 được tổ chức tại sân nhà và cô đã xuất sắc dành ngôi vị Á hậu 2/Hoa hậu Nước của Hoa hậu Trái Đất 2023.

## Thành tích
- Đăng quang Hoa hậu Trái Đất Việt Nam 2023
- Á hậu 2 Hoa hậu Trái Đất 2023